# 東富士演習場違法射撃事件
東富士演習場違法射撃事件（ひがしふじえんしゅうじょういほうしゃげきじけん）は、1994年（平成6年）11月に陸上自衛隊東富士演習場内で発生した防衛不祥事。

## 概要
1994年（平成6年）11月、当時の陸上自衛隊第1空挺団普通科群長のA一等陸佐が、習志野駐屯地夏まつり前夜祭の第1空挺団普通科群曹友会の演芸会で行われたストリップショーにストリップ嬢を手配した見返りとして、東富士演習場内に乗馬仲間である民間人3名を無断で立ち入らせた上、実弾を装填した89式5.56mm小銃や機関銃を貸与して試射させた。さらにAは民間人から借りた猟銃を持ち込んで、公安委員会の許可を得ずに訓練の合間に発射する犯罪を行っていた。
正当な理由なしに立入制限区域に民間人を立ち入らせたこと（東富士演習場は富士総合火力演習開催時や入会権を有する者を除き、部外者の立入を禁止している）および自衛隊の保有する武器を使用した行為が自衛隊法違反であったものの、組織ぐるみの隠蔽工作により立件されなかったこと、部内の秩序維持を任務とする警務隊も意図的に隠蔽に加担したことが後に発覚。5年後の2000年（平成12年）3月、当事者たちは銃刀法違反で東部方面警務隊に逮捕・起訴され、A一等陸佐は懲戒免職となり、その後の裁判で執行猶予付き有罪判決が下された。
このほか、関係者23名の懲戒処分を行い、中でも当時の事故調査に係わり、不適切な事故処理をしたとして陸上幕僚監部人事部長と人事計画課長（後の西部方面総監および第9師団長：陸将）、東部方面警務隊長（後の警務隊長：陸将補）が停職処分を受け、3名は2000年4月28日付をもって引責辞任した。陸将の停職処分を伴った防衛不祥事としては陸上自衛隊創設以来初、かつ2024年現在に至るまで唯一の事例である。
なお、正当な理由なしに自衛隊の保有する武器を使用した者は自衛隊法の罰則規定に基づき1年以下の懲役または3万円以下の罰金刑が科される（上官の許可なく実弾入りの弾倉を装填しただけでも同罪。銃刀法違反の「加重所持」（実銃とその銃に使用可能な実弾を同時に持った）となる）。駐屯地の弾薬庫警備にあたる警衛隊員は弾薬を携行するが、弾倉には容易に装填ができないよう封印が施されている（装填すれば封印が破れるか弾薬に小銃の施条痕が残り、また、警衛隊員が武器を使用した時点で防衛大臣に報告しなければならず、日々常に警備幹部などの点検を受けているため必ず発覚する）。